# Cyprichromis microlepidotus
Cyprichromis microlepidotus és una espècie de peix de la família dels cíclids i de l'ordre dels perciformes.

## Morfologia
Els mascles poden assolir els 11 cm de longitud total.

## Distribució geogràfica
És endèmic del nord del llac Tanganyika (Àfrica oriental).